# Nitro (canal de televisió)
Nitro era un canal d'Antena 3 de Televisión que emet exclusivament a través de la televisió digital terrestre (TDT) i les plataformes de televisió de pagament Vodafone TV i Canal+ a Espanya. La programació està orientada a un públic masculí. Les emissions en proves van començar el 2 d'agost de 2010.
El 18 de desembre de 2013 el Tribunal Suprem va dictar una ordre de cessament de les emissions del canal per considerar nul·la la concessió de canals que el govern espanyol va fer el 2010 per no respectar la Llei general Audiovisual i el 6 de maig de 2014 el canal va aturar les emissions.
En la seva existència efímer va programar principalment sèries anglosaxones com ara 1000 Ways to Die, 24, Boston Legal, The X-Files, Flashpoint, Law & Order: Criminal Intent, Pacific Blue, Rush, Southland, Stargate Atlantis i Third Watch.
L'audiència va oscil·lar entre 1,1% i 1,8%, el màxim històric atenyit el juliol de 2012.